# Incontro dei pellegrini con papa Ciriaco
L'Incontro dei pellegrini con papa Ciriaco è un telero (tempera su tela, 281x307 cm) di Vittore Carpaccio, databile al 1492 circa e conservato nelle Gallerie dell'Accademia di Venezia. Si tratta del terzo episodio dipinto per le Storie di sant'Orsola, già nella Scuola di Sant'Orsola a Venezia, ma dal punto di vista dello sviluppo del racconto è il quinto.

## Descrizione

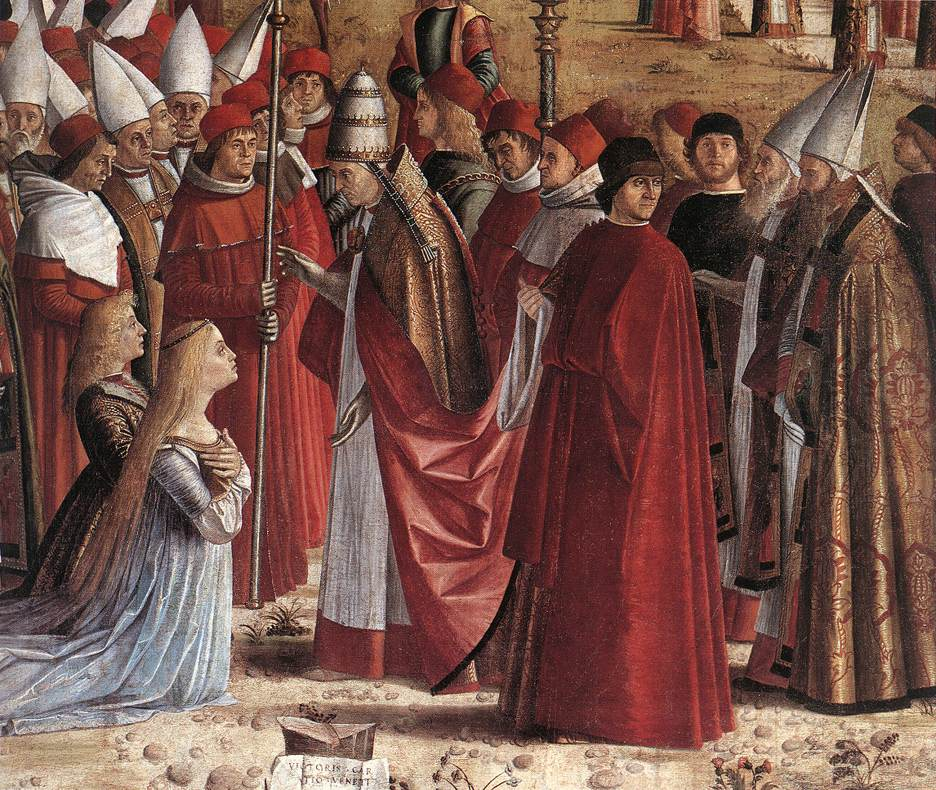
Dettaglio col papa, i principi e il prelato in rosso coi tratti di Ermolao Barbaro il Giovane

Secondo le fonti agiografiche seguite da Carpaccio, la cristiana Orsola, figlia del re di Bretagna, accettò di sposare Ereo, principe pagano d'Inghilterra, a patto che costui si convertisse e andasse con lei in pellegrinaggio a Roma. Il telero mostra appunto l'arrivo dei viaggiatori nella Città Eterna, dove incontrano fuori dalle mura il pontefice, che battezzerà subito Ereo prima di celebrarne il matrimonio con Orsola. Il pittore attualizza l'episodio agiografico in una rappresentazione del cerimoniale veneziano, con il didascalos in toga rossa - proprio accanto al papa - che ha le fattezze dell'umanista Ermolao Barbaro il Giovane. 
A sinistra sfilano le undicimila vergini, compagne di Orsola; quelle già arrivate al cospetto del papa sono genuflesse. Non lontano da loro sta il seguito di Ereo, formato da anziani dignitari e soprattutto giovani valletti, questi ultimi nella circostanza utilizzati come vessilliferi, incaricati dunque di esibire le insegne regali. In primo piano al centro appaiono Orsola ed Ereo inginocchiati davanti al pontefice, seguiti da due delle vergini, che facendo da inservienti reggono le corone della coppia di principi, tolte in segno di rispetto e reverenza. A destra invece si trova la città di Roma, della quale si riconoscono la mole torreggiante di Castel Sant'Angelo e alcuni monumenti, come una colonna onoraria con una statua dorata sulla sommità, cupole e campanili. Dalle mura proviene un'altra lunga fila di personaggi: sono i prelati e i vescovi, le cui mitrie appuntite, soprattutto nel gruppo che precede Ciriaco, presso i vessilliferi di Ereo, formano un complesso gioco lineare che dirige l'occhio dello spettatore verso il centro focale del dipinto, la pensilina papale sospesa sul pontefice. 
Molto precisa è la definizione delle ombre, tutte verso sinistra, che chiarifica anche l'orario pomeridiano dello storico avvenimento. In basso al centro, su un tronco, si trova un cartiglio con la firma dell'artista, ma non è leggibile la data.

## Stile
In questo telero Carpaccio seppe finalmente sciogliere le incertezze prospettiche dei lavori precedenti, immergendo le figure in un'atmosfera limpida e viva, degna del migliore paesaggismo veneto. Il ritmo lento e magicamente sospeso della scena si avvale della chiara luce, che indaga con arguzia ogni minimo particolare, dalla decorazione sontuosa dei piviali damascati alle figurette che si affacciano da Castel Sant'Angelo (tra le quali si distinguono alcuni suonatori di chiarina), oppure l'edera che si abbarbica sulle vetuste mura. 
Alcuni dettagli sono tagliati fuori, come il cornamento del castello e parte del corteo delle vergini.